# Andamanenspecht
Der Andamanenspecht (Dryocopus hodgei) ist eine Vogelart aus der Familie der Spechte (Picidae). Diese große Spechtart ist ein Endemit der Andamanen im östlichen Indischen Ozean. Sie ist an alte, immergrüne tropische Wälder und Mangrove gebunden. Die Nahrung besteht, soweit bekannt, aus Ameisen. Die Art gilt noch als häufig, der Bestand ist jedoch durch Habitatzerstörung vermutlich rückläufig und aufgrund der schnell wachsenden Bevölkerung wird diese Habitatzerstörung sehr wahrscheinlich weiter zunehmen. Der Andamanenspecht wird von der IUCN daher als Art der Vorwarnliste („near threatened“) eingestuft.

## Beschreibung
Der Andamanenspecht ist ein typischer Vertreter der Gattung Dryocopus und ähnelt in Habitus und Färbung sehr dem auch in Mitteleuropa heimischen Schwarzspecht. Andamanenspechte sind große und insgesamt sehr dunkel gefärbte Spechte mit einem langen und steifen Schwanz, der zur Spitze hin nach vorn gebogen ist und einer ausgeprägten Federhaube. Der Schnabel ist lang, meißelförmig zugespitzt und an der Basis breit. Die Nasenlöcher sind befiedert. Die Körperlänge beträgt etwa 38 cm, das Gewicht 156–225 g; die Art liegt damit in der Größe zwischen Grünspecht und Schwarzspecht.
Die Art zeigt hinsichtlich der Färbung einen deutlichen Geschlechtsdimorphismus. Bei Männchen sind Stirn, Oberkopf, Haube und Bartstreif leuchtend rot, das gesamte übrige Gefieder ist einfarbig gräulich schwarz bis aschschwarz. Der Schnabel ist schwärzlich, Beine und Zehen sind schiefergrau. Die Iris ist blassgelb, der Augenring gräulich. Bei den Weibchen ist die rote Färbung auf den hinteren Oberkopf und die Haube beschränkt. Es werden keine Unterarten anerkannt.

## Lautäußerungen
Bekannt ist ein lautes, schwätzendes kuk kuk kuk, das mit einem pfeifenden kui endet. Auch laute, scharfe Rufe wie kik, kik, kik sind beschrieben. Andamanenspechte trommeln laut, die Trommelwirbel sind aus großer Entfernung hörbar.

## Verbreitung und Lebensraum
Diese Spechtart ist ein Endemit der Andamanen im östlichen Indischen Ozean. Die Größe des Gesamtverbreitungsgebietes ist nicht bekannt. Die Art ist an alte, immergrüne tropische Wälder und Mangrove gebunden, die besiedelten Wälder sind oft recht offen.

## Lebensweise
Die Art wird paarweise oder in lockeren Familiengruppen angetroffen. Die Nahrungssuche erfolgt überwiegend an den Stämmen oder toten Starkästen großer Bäume, aber auch am Boden. Die Nahrung besteht, soweit bekannt, aus Ameisen, die vor allem durch kraftvolles Hacken erbeutet werden.
Die Brutzeit erstreckt sich von Januar bis März. Die Höhlen werden in 6–14 m Höhe in Stämmen oder großen Ästen toter Bäume angelegt, das Gelege besteht aus zwei Eiern. Weitere Angaben zur Brutbiologie liegen bisher nicht vor.

## Bestand und Gefährdung
Angaben zur Bestandsgröße gibt es nicht. Die Art gilt noch als häufig, der Bestand ist jedoch durch Habitatzerstörung vermutlich rückläufig und aufgrund der schnell wachsenden Bevölkerung wird diese Habitatzerstörung sehr wahrscheinlich weiter zunehmen. Der Andamanenspecht wird von der IUCN daher als Art der Vorwarnliste („near threatened“) eingestuft.